# Estrela de bário
As estrelas de bário são estrelas gigantes de tipo espectral G e K, cujos espectros mostram excesso de elementos pesados, gerados pelo processo S de captura de nêutrons, e a presença de bário ionizado (Ba+ e Ba2+), em um comprimento de onda de 455,4 nm. Estrelas de bário também apresentam características espectrais de carbono acentuadas — as linhas das moléculas de CH, CN e CN2. Esta classe de estrelas foi reconhecida e organizada em 1951 por William Bidelman e Philip Keenan.
O estudo das velocidades radiais e a natureza de estrelas deste tipo sugere que todas as estrelas de bário são binárias. Observações em ultravioleta feitas com o International Ultraviolet Explorer detectaram anãs brancas como companheiros estelares de algumas estrelas de bário.
Acredita-se que as estrelas de bário são o resultado da transferência de massa em um sistema binário. Esta transferência ocorreria quando a futura estrela de bário ainda era uma estrela de sequência principal. Sua parceira, a estrela doadora, fora uma estrela de carbono do ramo gigante assintótico (RGA), que havia produzido os elementos carbono e derivados do processo S em seu interior. Esses produtos da fusão nuclear foram levados por convecção para a superfície da estrela gigante. Alguns desses materiais "contaminaram" as camadas superficiais da estrela da sequência principal na medida em que a estrela doadora perdia massa nos estágios finais de sua evolução, tornando-se posteriormente uma anã branca. Após um período indeterminado desde o evento de transferência de massa, a estrela contaminada evolui para uma gigante vermelha, impregnada pelos elementos pesados provenientes da estrela doadora, uma anã branca difícil de detectar.
Durante sua evolução, uma estrela de bário pode ser maior e mais fria do que o limite determinado pelas classes espectrais G a K. Neste caso, embora a estrela seja do tipo espectral M, o excesso de elementos do processo S faz com que se manifeste uma composição alterada como peculiaridade espectral. Enquanto a temperatura da superfície da estrela corresponde ao tipo M, a estrela pode mostrar linhas de absorção de óxido de zircônio (ZrO), um dos elementos produzidos pelo processo S. Quando isso ocorre, a estrela é classificada como uma estrela S extrínseca.
Além disso, as estrelas de bário apresentam características espectrais e parâmetros orbitais semelhantes às estrelas CH, estrelas de População II. Acredita-se que estas sejam uma versão análoga mais antiga e mais pobre em metal das estrelas de bário. 
Historicamente as estrelas de bário representaram um enigma, já que dentro da teoria padrão da evolução estelar, as gigantes do tipo G e K não possuem massa suficiente para sintetizar carbono e outros elementos do processo S detectados em suas superfícies. A descoberta de sua natureza binária resolveu o problema, uma vez que situa as peculiaridades espectrais em uma companheira estelar massiva o suficiente para produzir esses elementos. Acredita-se que o episódio da transferência de massa é muito breve na escala de tempo de vida do sistema binário. Esta hipótese prevê a existência de estrelas de bário ainda na sequência principal e conhece-se ao menos uma candidata com essas características, HR 107.
Protótipos de estrelas de bário são ζ Capricorni, HR 774 e HR 4474. Outras estrelas de bário conhecidas são Alphard (α Hydrae) Gacrux (γ Crucis) e Atria (α Trianguli Australis).